# Yoanna House
Yoanna House, ameriški model, * 9. april 1980, Jacksonville, Florida, ZDA.
Yoanna House se je kot manekenka, fotomodel in televizijska osebnost uveljavila z zmago v drugem krogu ameriškega resničnostnega šova, Ameriški super model v letu 2004.

## Zgodnje življenje
Yoanna se je rodila in bila vzgojena v Jacksonvillu. Njen oče je Kanadčan, mati pa je Mehičanka. Po končani srednji šoli se je vpisala na univerzo v Floridi.

## Ameriški super model
V začetku leta 2004 se je prijavila na resničnostni šov, Ameriški super model. Na tekmovanju je zmagala in tako postala drugi Ameriški super model. Nagrada na šovu je bila pogodba s podjetjem Ford models, poleg tega pa je podpisala 100.000 ameriških dolarjev vredno pogodbo s kozmetično hišo CoverGirl in pogodbo za modno slikanje za revijo Elle.